# Kalmosaaret (ö i Mellersta Finland)
Kalmosaaret är en ö i Finland.  Ordet kalmosaari åsyftar att ön har varit begravningsplats. Ön ligger i sjön Kivijärvi och i kommunen Kivijärvi och landskapet  Mellersta Finland. Öns area är 2,6 hektar och dess största längd är 350 meter i sydöst-nordvästlig riktning.  Notera att namnet antyder att det är fråga om flera öar.